# Samsan-myeon, Goseong-gun
Samsan-myeon (koreanska: 삼산면) är en socken i kommunen Goseong-gun i provinsen Södra Gyeongsang i den södra delen av Sydkorea, 315 km söder om huvudstaden Seoul.